# Karahunj
Karahunj (en armenio Քարահունջ, también romanizado como K’arahunj, Karaundzh y Karahundj) es un pueblo (hamaynk o համայնք) o comunidad rural de Armenia, en la provincia de Syunik', que tenía 1.365 hab. en 2011 y está situado a 4 km al sur de la ciudad de Goris. El nombre de la localidad es conocido por el yacimiento arqueológico de Zorats Karer, situado a unos 40 km de distancia hacia el oeste.
- Datos: Q533640
- Multimedia: Karahunj, Syunik / Q533640